# Houbu
Houbu (kinesiska: 侯堡, 侯堡镇) är en köping i Kina. Den ligger i provinsen Shanxi, i den norra delen av landet, omkring 160 kilometer söder om provinshuvudstaden Taiyuan. Antalet invånare är 44 360. Befolkningen består av 21 102 kvinnor och 23 258 män. Barn under 15 år utgör 16,0 %, vuxna 15-64 år 77 %, och äldre över 65 år 6,0 %.
Genomsnittlig årsnederbörd är 707 millimeter. Den regnigaste månaden är juli, med i genomsnitt 229 mm nederbörd, och den torraste är december, med 5 mm nederbörd.